# Basttjärn
Basttjärn (även stavat Bastkärn) är ett samhälle i Ljusnarsbergs socken i  Ljusnarsbergs kommun. SCB avgränsade här en småort från 1990 till 2023.  Riksväg 50 passerar igenom orten, och småorten Silverhöjden ligger cirka en kilometer norr om Basttjärn.
Gruvdrift förekom mellan 1850 och 1978. Gruvlaven är riven och endast några förfallna gruvstugor och ruiner finns kvar av gruvverksamheten.

## Bastkärn eller Basttjärn?
Diskussioner om orten heter Basttjärn eller Bastkärn har förts länge. Ordet Bastkärn kommer av sjön Stora Basttjärnen ('Bast Kiern' 1699), och en bastu som bör ha legat här. Sjön stavas 1864 Bastutjärn.
På de flesta kartor av idag står det Basttjärn, men på skyltarna vid orten står det Bastkärn.